# Pel-et-Der
Pel-et-Der ist eine französische Gemeinde mit 128 Einwohnern (Stand: 1. Januar 2022) im Département Aube in der Region Grand Est. Sie gehört zum Arrondissement Bar-sur-Aube und zum Kanton Brienne-le-Château.
Sie ist umgeben von folgenden Nachbargemeinden:
| Molins-sur-Aube | Lesmont                                     | Précy-Saint-Martin  |
| Val-d’Auzon     | Kompassrose, die auf Nachbargemeinden zeigt | Précy-Notre-Dame    |
| Piney           |                                             | Blaincourt-sur-Aube |

## Bevölkerungsentwicklung
| Jahr                      | 1962 | 1968 | 1975 | 1982 | 1990 | 1999 | 2008 | 2016 |
| ------------------------- | ---- | ---- | ---- | ---- | ---- | ---- | ---- | ---- |
| Einwohner                 | 192  | 176  | 161  | 146  | 138  | 141  | 146  | 136  |
| Quelle: Cassini und INSEE |      |      |      |      |      |      |      |      |

## Sehenswürdigkeiten
- Kirche Notre-Dame-de-l’Assomption, Monument historique seit 1990

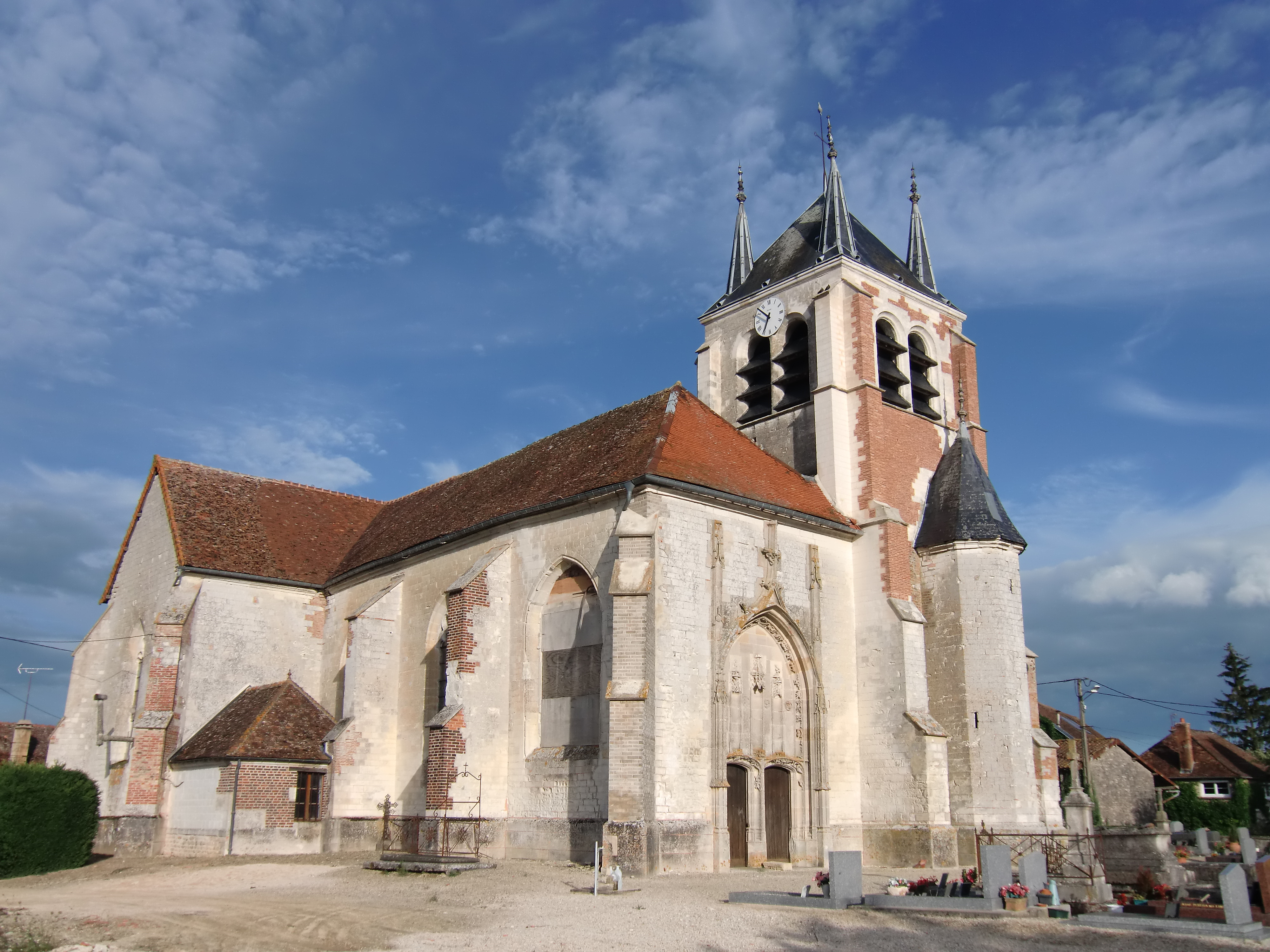
Kirche